# میخاو یلینسکی
میخاو یلینسکی (انگلیسی: Michał Jeliński؛ زادهٔ ۱۷ مارس ۱۹۸۰) قایقران روئینگ اهل لهستان بود.
وی در مسابقات کشوری و بین‌المللی در مجموع برندهٔ ۶ مدال طلا شده‌است.